# Jacint Verdaguer
Jacint Verdaguer i Santaló (Folgueroles, 17 de maio de 1845 — Barcelona, 10 de junho de 1902) foi um dos mais importantes poetas da língua catalã. Poeta romântico, adscrito à geração da Restauração de 1874, que com a Renaixença situou a língua catalã na categoria de língua literária. Era também um sacerdote católico.

## Obras
Entre seus trabalhos destacam-se:
- L'Atlàntida (1876)
- Idil·lis i cants místics (1879)
- Oda a Barcelona (1883)
- Canigó (1886)
- Montserrat (1889)